# Help!
Help! – piąty album zespołu The Beatles, a także soundtrack do ich filmu o tej samej nazwie (Help!) z 1965 roku.

## Wersja brytyjska
Album składa się z 14 piosenek. Siedem spośród nich wykorzystano w filmie. Najsłynniejszym utworem z płyty jest „Yesterday”, napisany przez Paula McCartneya. To zarazem najczęściej coverowana piosenka w dziejach muzyki. Album zawiera także dwa hity napisane przez Johna Lennona: „Ticket to Ride” i tytułowy „Help!”. Kompozycje Lennona na płytę były zainspirowane ambitnymi i mniej przebojowymi piosenkami Boba Dylana, a utwór tytułowy miał być „wołaniem o pomoc”, spowodowanym wielką sławą i popularnością Beatlesów. Okładka płyty przedstawia wszystkich członków zespołu stojących na białym tle i pokazujących litery N U J V w alfabecie semaforowym.
W 2003 album został sklasyfikowany na 332. miejscu listy 500 albumów wszech czasów magazynu Rolling Stone.

### Lista utworów
Wszystkie piosenki autorstwa duetu Lennon/McCartney, poza zaznaczonymi. Piosenki ze strony pierwszej pojawiły się w filmie Help!:
Strona A
| 1. | „Help!”                             | 2:30  |
|    |                                     |       |
| 2. | „The Night Before”                  | 2:37  |
|    |                                     |       |
| 3. | „You've Got to Hide Your Love Away” | 2:11  |
|    |                                     |       |
| 4. | „I Need You” (Harrison)             | 2:32  |
|    |                                     |       |
| 5. | „Another Girl”                      | 2:08  |
|    |                                     |       |
| 6. | „You're Going to Lose That Girl”    | 2:20  |
|    |                                     |       |
| 7. | „Ticket to Ride”                    | 3:13  |
|    |                                     |       |
|    |                                     | 17:31 |
|    |                                     |       |
Strona B
| 1. | „Act Naturally” (Morrison/Russell) | 2:33  |
|    |                                    |       |
| 2. | „It’s Only Love”                   | 1:59  |
|    |                                    |       |
| 3. | „You Like Me Too Much” (Harrison)  | 2:38  |
|    |                                    |       |
| 4. | „Tell Me What You See”             | 2:40  |
|    |                                    |       |
| 5. | „I've Just Seen a Face”            | 2:07  |
|    |                                    |       |
| 6. | „Yesterday”                        | 2:08  |
|    |                                    |       |
| 7. | „Dizzy Miss Lizzy” (Williams)      | 2:54  |
|    |                                    |       |
|    |                                    | 16:59 |
|    |                                    |       |

## Wersja amerykańska
Płyta wydana w USA przez Capitol różniła się dość znacznie od brytyjskiej. O ile wersja brytyjska była kolejnym albumem Beatlesów, to wersja z USA była wyłącznie soundtrackiem do filmu. Umieszczono na niej tylko piosenki zespołu wykorzystane w filmie oraz kompozycje instrumentalne napisane do filmu  przez Kena Thorne’a, nigdy wcześniej nie publikowane. Poza muzyczną różnicą była jeszcze jedna, widoczna gołym okiem. Mianowicie okładka płyty w USA przedstawiała czterech Beatlesów stojących na wielkim napisie „HELP!”. Zmieniona została także kolorystyka.

### Lista utworów
Wszystkie piosenki autorstwa duetu Lennon/McCartney, poza zaznaczonymi:
Strona pierwsza:
| 1. | „Help!”                                            | 2:35  |
|    |                                                    |       |
| 2. | „The Night Before”                                 | 2:33  |
|    |                                                    |       |
| 3. | „From Me to You Fantasy” (instrumentalny) (Thorne) | 2:03  |
|    |                                                    |       |
| 4. | „You've Got to Hide Your Love Away”                | 2:08  |
|    |                                                    |       |
| 5. | „I Need You” (Harrison)                            | 2:28  |
|    |                                                    |       |
| 6. | „In the Tyrol” (instrumentalny) (Thorne)           | 2:21  |
|    |                                                    |       |
|    |                                                    | 14:08 |
|    |                                                    |       |
Strona druga:
| 1. | „Another Girl”                                                         | 2:02  |
|    |                                                                        |       |
| 2. | „Another Hard Day’s Night” (instrumentalny)(Thorne)                    | 2:28  |
|    |                                                                        |       |
| 3. | „Ticket to Ride”                                                       | 3:03  |
|    |                                                                        |       |
| 4. | Medley: „The Bitter End” (Thorne)/„You Can’t Do That” (instrumentalny) | 2:20  |
|    |                                                                        |       |
| 5. | „You’re Gonna Lose That Girl”                                          | 2:18  |
|    |                                                                        |       |
| 6. | „The Chase” (instrumentalny) (Thorne)                                  | 2:24  |
|    |                                                                        |       |
|    |                                                                        | 14:35 |
|    |                                                                        |       |